# Pokal federacij 1995/96 (hokej na ledu)
Pokal federacij 1995/96 je bil drugi in zadnji Pokal federacij v hokeju na ledu, ki je potekal med 6. oktobrom in 29. decembrom 1995. Pokal je osvojil klub AS Mastini Varese, ki je v finalu premagal Metallurg Magnitogorsk . Finalni del pokala je potekal v Trenčínu, Slovaška. 

## Predtekmovanje

### Skupina A
- Alba Volán Székesfehérvár
- HK Solvita Kaunas
- KHK Crvena Zvezda
- SC Miercurea Ciuc

### Skupina B
(Jesenice, Slovenija)
| 1. klub            | Rezultat | 2. klub              |
| ------------------ | -------- | -------------------- |
| HK Acroni Jesenice | 5:4      | KHL Medveščak Zagreb |

## Prvi del

### Skupina C
(Riga, Latvija)

#### Polfinale
| 1. klub             | Rezultat | 2. klub           |
| ------------------- | -------- | ----------------- |
| Salavat Julajev Ufa | 12:1     | SC Miercurea Ciuc |
| Nik's Brih Rīga     | 2:5      | Vålerenga         |

#### Za tretje mesto
| 1. klub         | Rezultat | 2. klub           |
| --------------- | -------- | ----------------- |
| Nik's Brih Rīga | 8:3      | SC Miercurea Ciuc |

#### Finale
| 1. klub             | Rezultat | 2. klub   |
| ------------------- | -------- | --------- |
| Salavat Julajev Ufa | 5:2      | Vålerenga |

### Skupina D
(Oświęcim, Poljska)

#### Polfinale
| 1. klub                | Rezultat | 2. klub             |
| ---------------------- | -------- | ------------------- |
| Metallurg Magnitogorsk | 9:1      | HK Acroni Jesenice  |
| KS Unia Oświęcim       | 1:4      | Polymir Novopolotsk |

#### Za tretje mesto
| 1. klub          | Rezultat | 2. klub            |
| ---------------- | -------- | ------------------ |
| KS Unia Oświęcim | 3:8      | HK Acroni Jesenice |

#### Finale
| 1. klub                | Rezultat | 2. klub             |
| ---------------------- | -------- | ------------------- |
| Metallurg Magnitogorsk | 6:1      | Polymir Novopolotsk |

### Skupina E
(Varese, Italija)

#### Polfinale
| 1. klub           | Rezultat | 2. klub      |
| ----------------- | -------- | ------------ |
| ZPS Zlín          | 12:3     | HK ATEK Kyiv |
| AS Mastini Varese | 4:1      | Chamonix HC  |

#### Za tretje mesto
| 1. klub     | Rezultat | 2. klub      |
| ----------- | -------- | ------------ |
| Chamonix HC | 3:2      | HK ATEK Kyiv |

#### Finale
| 1. klub           | Rezultat | 2. klub  |
| ----------------- | -------- | -------- |
| AS Mastini Varese | 4:3      | ZPS Zlín |

## Finalni del
(Trenčín, Slovaška)

### Polfinale
| 1. klub                | Rezultat | 2. klub             |
| ---------------------- | -------- | ------------------- |
| Metallurg Magnitogorsk | 2:1      | Salavat Julajev Ufa |
| HC Dukla Trenčín       | 1:2      | AS Mastini Varese   |

### Za tretje mesto
| 1. klub          | Rezultat | 2. klub             |
| ---------------- | -------- | ------------------- |
| HC Dukla Trenčín | 4:7      | Salavat Julajev Ufa |

### Finale
| 1. klub           | Rezultat | 2. klub                |
| ----------------- | -------- | ---------------------- |
| AS Mastini Varese | 4:3      | Metallurg Magnitogorsk |